# ناحیه زنائور
ناحیه زنائور (به لاتین: Znaur District) یک منطقهٔ مسکونی در اوستیای جنوبی است که در اوستیای جنوبی واقع شده‌است. ناحیه زنائور ۴۰۴ کیلومتر مربع مساحت و ۹٬۰۰۰ نفر جمعیت دارد.